# Stranger Things (chanson)
Pour les articles homonymes, voir Stranger Things.
Singles par Kygo
Kids in Love
(2017) Remind me to forget
(2018)
Singles par OneRepublic
Rich Love
(2017) Start Again
(2018)
Stranger Things est un titre du DJ norvégien Kygo, sorti le 30 octobre 2017. Il fait partie de son album Kids in Love, paru le 3 novembre 2017. En date du 14 février 2018, un remix d'Alan Walker est sorti.

## Clip vidéo
Paru le 24 janvier 2018, le clip vidéo a été réalisé par Tim Mattia. Il dépeint une histoire d'amour d'un jeune couple, qui sont fatigués de leur travail. Ils souhaitent changer de vie, c'est ce que fait la jeune demoiselle : elle décide donc d'investir dans une maison sans en avertir les propriétaires. Ces moments sont formidables et le couple souhaite recommencer, avant que la demoiselle ne se fasse arrêter par la police.

## Crédits personnels
Crédits selon Tidal:
- Kygo – composition, production
- Ryan Tedder – composition, paroles
- Casey Smith – composition
- Alex Spencer – mixage
- Erik Madrid – mixage
- Sören von Malmborg — mixage

## Liste des titres
Digital
1. Stranger Things - 3:41
2. Stranger Things (Niko Kotoulas Piano, extrait de l'album Niko the Piano man, Vol. 3: Covers of Kygo) - 4:24

Remixes - Digital
1. Stranger Things (Alan Walker Remix) - 2:59

## Classements
| Classements (2017-18)               | Meilleure position |
| ----------------------------------- | ------------------ |
| Irlande (IRMA)                      | 92                 |
| Slovaquie (Rádio Top 100)           | 73                 |
| Suède (Sverigetopplistan)           | 56                 |
| Suisse (Schweizer Hitparade)        | 48                 |
| États-Unis (Dance/Electronic Songs) | 13                 |